# Australian Federation of Air Pilots
Die Australian Federation of Air Pilots (AFAP) (deutsch: Vereinigung der australischen Piloten) ist eine Gewerkschaft für australische Berufspiloten. Die Pilotengewerkschaft verwendet den englischen Begriff Gewerkschaft nicht. In Australien gibt es neben der AFAP eine weitere Gewerkschaftsorganisation der Berufspiloten, die Australian and International Pilots Association (AIPA).

## Geschichte
Der Vorläufer der AFAP war das Australian Institute of Air Pilots and Navigators, das sich am 18. Mai 1938 in der Town Hall in Melbourne aus 40 Flugzeugpiloten und Flugnavigatoren aus Victoria, New South Wales, Queensland, South Australia und Western Australia gründete.
Nach dem Ende des Zweiten Weltkriegs nannte sich diese Pilotengewerkschaft in Australian Air Pilots’ Association um, die sich 1959 auflöste, weil die Mitglieder das von der Regierung eingeführte Schlichtungssystem auf Gerichtsebene nicht anerkannten und sie bildeten die AFAP, die diesen Regelungen nicht unterworfen war.
1989 kam es zu einem Pilotenstreik, der einer der härtesten Streiks – unter Einsatz von Militär – in der australischen Geschichte darstellt. Die AFAP nahm lange Jahre Senkungen der Gehälter hin und als sie am 18. August 1989 mit ihrem Streik begann, arbeiteten die Piloten lediglich von 9.00 Uhr morgens bis um 17.00 Uhr abends, weil die Regierung der Australian Labor Party von Bob Hawke sie wie die Beschäftigten in anderen Berufszweigen behandeln wollte – so ihr Argument. Die Auseinandersetzung eskalierte, weil sich die Piloten weigerten den Flugbetrieb aufzunehmen, daraufhin setzte die Regierung die Australian Defence Force Militärpiloten im zivilen Flugbetrieb ein. Dies führt zur Resignation der streikenden Piloten.

## Organisationsstruktur und Mitglieder
Die Organisationsstruktur der AFAP basiert auf Basisdemokratie, wobei die Politik durch Mehrheitsentscheidungen bestimmt wird, und die Kontrolle der Entscheidungen der geschäftsführenden Mitglieder von lokalen Konzilen überwacht wird.
In der AFAP sind Hubschrauberführer, Piloten der Fluggesellschaften Cobham Aviation, Eastern Australia Airlines, Regional Express Airlines, Sunstate Airlines, Royal Flying Doctor Service of Australia, Tiger Airways, V Australia und Virgin Australia organisiert. Die Piloten des Flugunternehmens Jetstar können sich entscheiden, ob sie sich in der AFAP oder AIPA organisieren.
Neben der Interessensvertretung bietet die AIPA ihren Mitgliedern eine Versicherung für den Verlust der Pilotenlizenz, eine Altersversorgung und Todesfallversicherung und Rabatte für Reisen, Essen und Autovermietung an.